# Gordon Wiles
Gordon Wiles (n. 10 octombrie 1904 – d. 17 octombrie 1950) a fost un director artistic și regizor american de film. A câștigat premiul Oscar pentru cele mai bune decoruri pentru filmul Transatlantic. S-a născut în St. Louis, Missouri. Tatăl său, Albert Wiles, era doctor în Jerseyville, Illinois.

## Filmografie selectivă
- Transatlantic (director artistic; 1931)
- Aproape căsătoriți (director artistic; 1932)
- Femeia de nicăieri (regizor; 1936)
- Secretul lui Charlie Chan (regizor; 1936)
- Venus Makes Trouble (regizor; 1937)
- Trenul prizonierilor (regizor; 1938)
- Mr. Boggs se retrage (regizor; 1938)
- Aterizare forțată (regizor; 1941)
- Gansterul (regizor; 1947)